# بنجامين بايرون ديفيس
بنجامين بايرون ديفيس (بالإنجليزية: Benjamin Byron Davis)‏ هو مخرج وممثل أمريكي، ولد في 21 يونيو 1972 ببوسطن في الولايات المتحدة، أشتهر بأداءه الصوتي والحركي لشخصية داتش فاند دير ليند في لعبة ريد ديد ريدمبشن وريد ديد ريدمبشن 2.

## وصلات خارجية
- بنجامين بايرون ديفيس على موقع IMDb (الإنجليزية)
- بنجامين بايرون ديفيس على موقع قاعدة بيانات الفيلم (الإنجليزية)